# Sowjetischer Badmintonpokal 1986
Der Sowjetische Badmintonpokal 1986 wurde vom 25. bis zum 27. Juli 1986 in Omsk ausgespielt.

## Die Sieger und Platzierten
| Disziplin  | Gold                                                                           | Silber                                                                              | Bronze                                                                       |
| ---------- | ------------------------------------------------------------------------------ | ----------------------------------------------------------------------------------- | ---------------------------------------------------------------------------- |
| Herrenteam | Streitkräfte Andrei Antropow Pawel Uwarow Vyacheslav Elizarov V. Tichomirov    | Minsk Anatoli Skripko Vitaliy Shmakov E. Dajanov Ju. Suchanitzki                    | Gorki Alexander Gutko Sergey Sevryukov A. Sidorov L. Zhavnis                 |
| Damenteam  | Avantgarde Moskau Elena Rybkina Natalia Chursina Ludmila Galyamova E. Pisareva | Meteor Dnepropetrowsk Tatyana Litvinenko Viktoria Pron E. Nikitina W. Kortschemnaja | Oblast Moskau Irina Rozhkova Nataliya Zhavoronkova N. Lubimceva A. Nikolaeva |